# Dreifarben-Brillenvanga

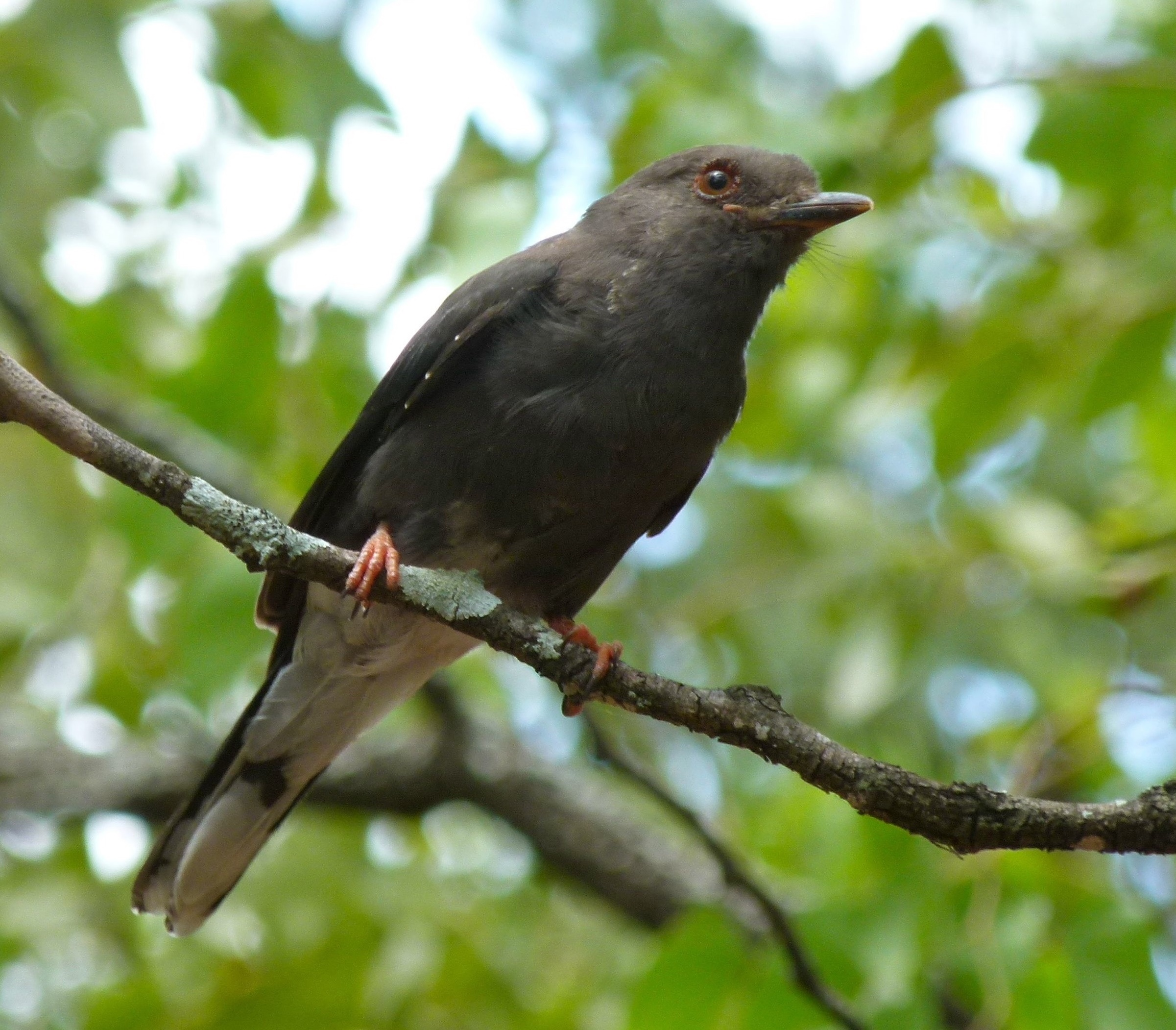
P. r. tricolor, adult und juvenil

Der Dreifarben-Brillenvanga (Prionops retzii) oder Dreifarben-Brillenwürger ist eine Vogelart aus der Unterfamilie der Brillenwürger (Prionopinae) innerhalb der Familie der Vangawürger (Vangidae).
Der Vogel kommt im südlichen Afrika vor in Angola, in der Demokratischen Republik Kongo, in Eswatini, Mosambik, Sambia, Somalia, Südafrika und Tansania.
Der Lebensraum umfasst hoch gewachsene, feuchte Laubwälder, Galeriewald, außerhalb der Brutzeit auch Dickicht, trockenere hochgewachsene Savanne, Plantage und Mangroven meist unterhalb von 1500, mitunter bis 1900 m Höhe. Die Art bevorzugt feuchtere Wälder als der Weißschopf-Brillenvanga (Prionops plumatus) bis 1900 m Höhe.
Der Artzusatz bezieht sich auf Anders Adolf Retzius.
Dieser Brillenwürger ist überwiegend ein Standvogel.

## Merkmale
Die Art ist 19–24 cm groß und wiegt 33–61 g. Die Nominatform ist an Kopf, Nacken, Mantel, von Kinn bis Brust glänzend schwarz, auch die Haube auf der Stirn und die Zügel sind schwarz. Rücken und innere Flügeldecken sind graubraun, die langen Oberschwanzdecken sind schwarz wie die Steuerfedern und äußeren Handschwingen, die eine im Fluge sichtbare breite weiße Binde tragen. Der Schwanz ist glänzend schwarz mit breiten weißen Spitzen außen, nach innen zu abnehmend, in der Mitte ganz ohne Weiß. Die Unterseite ist von der Unterbrust bis zur Unterschwanzseite weiß, die Flügelunterseite ist graubraun. Die Iris gelb mit auffallendem breitem orangerotem bis rotem Augenring mit gewelltem Rand. Der Schnabel ist rot mit orange-gelber Spitze, die Beine sind orangerot.
Die Geschlechter unterscheiden sich nicht. Jungvögel sind matter gefärbt, graubraun blass gefleckt, Augen, Schnabel und Beine sind braun, die Haube ist kürzer, Augenlappen fehlen. Sie sind den Jungvögeln des Braunstirn-Brillenvangas („Prionops scopifrons“) sehr ähnlich.
Der Vogel ist größer und deutlich dunkler als der Braunstirn-Brillenvanga mit lockiger schwarzer Haube, hellrotem Schnabel und roten, nicht blaugrauen Augenlappen, hat außerdem gelbe Augen.

## Geografische Variation
Es werden folgende Unterarten anerkannt:
- P. r. graculinus [[Jean Cabanis|Cabanis]], 1868, Südsomalia und Nordosten Tansanias, kleinste Unterart, deutliche lange Haube, an der Oberseite blass und ziemlich braun, Flügelbinde gering ausgeprägt bis fehlend, die mittleren Schwanzfedern mit weißen Spitzen
- P. r. tricolor [[George Robert Gray|G. R. Gray]], 1864, Ostsambia und Westtansania bis Nordosten Südafrikas, Eswatini und Mosambik, etwas kleiner, auf der Oberseite heller graubraun, unten weißlicher
- P. r. nigricans ([[Oscar Neumann|Neumann]], 1899), Angola bis Südosten der  Demokratischen Republik Kongo und Nordwestsambia, dunkler grau an der Oberseite, weniger deutlich abgesetzte Kopffiederung
- P. r. retzii Wahlberg, 1856, Nominatform – Südangola und Südsambia bis Norden Südafrikas

## Stimme
Die Art ist ausgesprochen ruffreudig mit mindestens 16 verschiedenen Lautäußerungen, lauter und musikalischer als der Weißschopf-Brillenvanga. Die pfeifenden Rufe werden als „tiyui-tiyui-tiyui“, „tweeoo“ ähnlich denen der Pirolen (Oriolidae), auch als „cheeeow, cheeee-owp“ beschrieben. Hinzu kommen klappernde, kauende, knirschende, gutturale, rollende, lallende und vor allem nasale Laute, auf- oder absteigend, gerne gruppenweise und im Wechselgesang. Häufig ist auch Schnabelschnappen.

## Lebensweise
Die Nahrung besteht hauptsächlich aus Insekten, auch kleinen Eidechsen, die entlang von Zweigen, Ästen und Blättern in höheren Baumabschnitten als vom Weißschopf-Brillenvanga (Prionops plumatus) gejagt werden, mitunter auch in Meisenart kopfüber. Die Nahrungssuche findet in kompakten Gruppen von 2–12 Mitgliedern statt, im Winter auch in gemischten Jagdgemeinschaften mit Weißschopf-Brillenvangas und Braunstirn-Brillenvanga (Prionops scopifrons), aber auch mit Pirolen (Oriolidae), Drongos (Dicruridae), Meisen (Paridae) und Spechten (Picidae).
Die Brutzeit liegt hauptsächlich zwischen Januar und März sowie im September in Ostafrika und zwischen August und März, besonders zwischen September und Oktober im zentralen und südlichen Afrika. Manchmal kommt es zur Zweitbrut. Die Art ist monogam, es findet Bruthilfe statt. Das einzeln stehende Nest wird in 3–17 m Höhe in einer horizontalen Astgabel gebaut, höher als Nester des Weißschopf-Brillenvangas. Es ist auch lockerer, breiter, flacher und dickwandiger.
Das Gelege besteht aus 2–5 meist 3–4 Eiern, die von allen Gruppenmitgliedern über etwa 17 Tage bebrütet werden. Auch die Küken werden von allen gefüttert, die Jungvögel sind erst nach etwa 7 Monaten komplett selbständig.
Brutparasitismus durch den Dickschnabelkuckuck (Pachycoccyx audeberti) ist häufig, so dass der Bruterfolg geringer als beim Weißschopf-Brillenvanga ausfällt. Eine Bedrohung sind auch Greifvögel wie der Zwergsperber (Accipiter minullus).

## Gefährdungssituation
Der Bestand gilt als „nicht gefährdet“ (Least Concern).